# Siegfried Ochs
Siegfried Ochs, né le 19 avril 1858 à Francfort-sur-le-Main et mort le 6 février 1929 à Berlin, est un chef de chœur et compositeur allemand. Il utilisait parfois le pseudonyme de Diego Fischers pour ses compositions.

## Biographie
Ochs naît dans une famille juive assimilée. Il étudie d'abord la chimie à l'Université de Heidelberg, puis travaille comme répétiteur de chorale et décorateur de théâtre au théâtre local. En 1878, il étudie à l'École supérieure royale de musique de Berlin, dirigée par Joseph Joachim (1831-1907). Il prend aussi des cours auprès de Friedrich Kiel. En 1882, il est engagé au Chœur philharmonique de Berlin, qu'il va diriger jusqu'à sa mort. En 1920, le chœur est dissous pour des raisons financières et il continue comme chœur de l'École supérieure de musique où Ochs est professeur. Son autobiographie parue en 1922 à Leipzig Geschehenes, Gesehenes ne peut pas être invoquée dans tous les détails, car elle comporte des erreurs.
Sous le Troisième Reich, les œuvres d'Ochs sont interdites, car composées par un juif. Beaucoup de membres de sa famille trouvent la mort dans des camps de concentration, comme sa femme née en 1866, Charlotte, née Friedländer, qui meurt le 2 mars 1943 au camp de Theresienstadt.
Il a composé un opéra-comique, des chœurs, des duos, des lieder. Sa composition la plus connue est le chant Dank sei Dir, Herr (qu'Ochs a publié comme une œuvre de Haendel dans son oratorio Israël en Égypte et qui a longtemps été considéré comme tel, mais qui est maintenant répertorié sous le nom d'Ochs) et une parodie de quatorze compositeurs connus, dont Bach, Haydn, Mozart, Beethoven et Wagner, en fusionnant leurs styles respectifs avec la chanson folklorique Kommt ein Vogel geflogen.

## Quelques œuvres
- Der Handschuh. Gedicht von Fr. v. Schiller. Zum heiteren Vortrag mit Klavierbegleitung eingerichtet von Diego Fischers. Berlin: Raabe & Plothow 1883.
- Humoristische Variationen über „'s kommt ein Vogel geflogen“. Nordwestdeutsche Philharmonie unter Werner Andreas Albert, Schallplatte, EMI Electrola 1969; Nordwestdeutsche Philharmonie unter Peter Falk, CD, Philips 1994.
- Dank sei Dir, Herr. Einschub in Georg Friedrich Händels Oratorium Israel in Egypt.

## Publications
- Geschehenes, Gesehenes. Grethlein & Co., Leipzig / Zürich 1922 (autobiographie)
- Der deutsche Gesangverein für gemischten Chor. Teil 1–4. Hesse, Berlin 1923–1928 (über Aufbau und Leitung des Vereins [Teil 1] sowie Beispiele aus der Aufführungspraxis von Schütz bis Reger [Teil 2–4])
- Über die Art, Musik zu hören: ein Vortrag, gehalten in der Deutschen Gesellschaft 1914 zu Berlin. Werk-Verlag, Berlin, 1926